# Карантин (Феодосія)
Карантин (крим. Karantın) — місцевість Феодосії, найстарша частина міста.

## Опис
Карантин — найдавніший район Феодосії, він розташований навколо залишків Генуезької фортеці на Карантинному пагорбі. Складається з наступних районів:
- Міськлікарня
- Карантинний пагорб (Генуезька фортеця)
- Робітниче селище
- Чумка

Карантин носить славу бандитського району, але своєю історією та розташуванням приваблює до себе не лише хуліганів та маргіналів, а й істориків, краєзнавців, художників та людей з нестандартним поглядом на світ. Тут свій особливий світ «місто у місті». На Карантині дивовижно сусідять і переплітаються між собою стародавні святині, фрески Феофана Грека, кримськотатарські саманні будинки, залишки генуезьких споруд, караїмські надгробки та радянські споруди. Тут старі розвалюхи є сусідами з багатими садибами. Можна довго блукати вузькими карантинними вуличками, розглядаючи різноманітні будинки. Наприклад, будинок із вежами Віктора Кірьякова на Прогінній вулиці — прикраса Карантіна.
Карантин у Феодосії — це район, в якому знаходиться безліч храмів і церков.
На території Карантиного пагорба встановлено пам'ятник жертвам більшовицького терору 1918—1922 років, тому що на цьому самому місці було розстріляно тисячі людей, звинувачених у контрреволюції.

## Історія
Свою назву за однією з версій район отримав від італійського Quaranta giorni, що в перекладі означає «40 днів». Саме стільки мали залишатися на карантині суду, що припливали до середньовічної Кафи. Карантин запровадили після страшної епідемії чорної чуми у XIV столітті. У 1347 році серед золотоординських військ Дженібека, які тримали в облозі фортецю, спалахнула чума. Не в силах оволодіти Кафою, кочівники за допомогою катапульт стали закидати трупи померлих через оборонні стіни в місто. Хвороба змусила генуезців покинути фортецю, рятуючись на кораблях. У  місцях  де утікачі зупинялися по дорозі до Генуї спалахувала  чума. Страшна хвороба забрала 75 мільйонів життів — чверть населення середньовічної Європи.
У XIX столітті більшість споруд в районі були розібрані. До нашого часу збереглася південна стіна цитаделі з двома вежами (вежа Святого Климента і вежа Криско), частина західної стіни, пілони воріт, декілька веж в різних частинах міста (Докова, Костянтина, вежа Фоми). На території цитаделі збереглися також міст, турецькі лазні і декілька церков.
За іншою версією, «карантин» виник тому, що за часів турецького панування, за фортечними стінами тримали у сорокаденному карантині рабів, перш ніж відправити їх у рабство. На той час, раби були найприбутковішим товаром. Посередництво у продажу рабів приносило нечувані бариші, але генуезці й не надто афішували це ганебне заняття. Вартість одного раба на невільницькому ринку Кафи сягала 600 аспров, що відповідало шести в'ючним коням. Товар продавали оптом. Стародавня Кафа була ринком, де «більше, ніж де-небудь ще у світі» — слова середньовічного письменника, продавалося рабів. Говорили, що якщо і існує переддень пекла, то воно знаходиться на ринку Кафи. Для запобігання новим спалахам чуми всі пасажири та екіпажі, які прибували до порту Кафи, повинні були витримувати сорокаденний термін — карантин.
За третьої версією карантинний сектор був створений після анексії Кримського ханату Росією, на початку XIX століття для суден, які прибували з неблагополучних країн у санітарному відношенні. Діяла карантинна служба на початок ХХ століття, оскільки «завози» чуми іноземними судами, які прибували до порту з Варни і Константинополя, відзначалися до кінця ХІХ століття.
У 1804 році периметр карантину замкнули невисоким кам'яним муром від Башти Кріско до західного пагорба старого міста, де зараз вісімнадцята прикордонна застава, з воротами та арочними прорізами для протоки води в балку колишнього рову.
Пляж на Карантині до сьогодні носить назву Чумка. Поступово назва «Карантин» перейшла до всього району навколо Генуезької фортеці, від зупинки «Міст» до південної та південно-західної околиць міста.